# Кліщі
Кліщі — дрібні членистоногі тварини, підклас класу Павукоподібні (Arachnida). Вивченням цих тварин займається акарологія — розділ зоології.

## Класифікація
У складі підкласу розрізняють кілька надрядів і рядів:
- надряд Acariformes — Акариформні кліщі
  - ряд Prostigmata
  - ряд Sarcoptiformes
    - підряд Oribatida — Панцирні кліщі (орибатиди)
- надряд Parasitiformes — Паразитоформні кліщі
  - ряд Opilioacarida
  - ряд Ixodida (Ixodiformes)
  - ряд Holothyrida Thon, 1909
  - ряд Mesostigmata G. Canestrini, 1891
- надряд Opilioacariformes
- надряд Trombidiformes (до 70(!) родин)

## Морфологічне та екологічне різноманіття
Звичайні розміри кліщів — 0,5—1 мм. Через малі розміри більшість видів кліщів (а їх нараховується сотні тисяч видів) невідомі пересічній людині. Недобру репутацію мають кровососи (кровопи́вці) — іксодові кліщі, розмір яких до 5 мм, а дорослі самки кліща, харчуючись кров'ю теплокровних тварин, можуть розростатися до 2 см.
Рідко зустрічаються в наш час дрібні (до 0,5 мм) кліщі, що паразитують під шкірою тварин та людини — коростяні свербуни. Численні види кліщів живуть у ґрунті та прілому листі та відіграють важливу роль у вторинній переробці органічної рослинної речовини. Багато видів проживають на рослинності, в траві, на деревах. Ці кліщі створюють особливі угрупування. Частина видів рослиноїдна, харчується соком рослин, інші види хижі, їх жертви — рослиноїдні кліщі та інші дрібні тварини.

## Біологічні особливості
На відміну від деяких інших членистоногих, кліщі мають суцільне тіло, не поділене на сегменти.
Так само, як найближчі родичі павуки, деякі кліщі виділяють павутину та можуть формувати захисні пологи над колонією. Використовують слину як отруту для полювання та для зовнішнього перетравлювання їжі.
Для циклу розвитку кліщів характерна невелика кількість стадій, від одної до іншої кліщ переходить линяючи та покидаючи свою зовнішню хітинову оболонку. Здебільшого кліщі відкладають яйця, з них вилуплюється личинка, яка, підростаючи, проходить одну, дві або три стадії німфи, після чого перетворюється на дорослого кліща — самку чи самця.
Кліщі надзвичайно різноманітні за формами, розмірами та середовищем існування. Вони зустрічаються в ґрунті, на рослинах, у воді, на тілі тварин та навіть у людському житлі. Деякі види ведуть паразитичний спосіб життя, живлячись кров’ю хребетних, зокрема й людини, інші — сапрофаги або хижаки.